# Fußball-Oberliga Niederrhein
Die Oberliga Niederrhein (bis 2008 Verbandsliga Niederrhein, bis 2012 Niederrheinliga) ist die höchste Spielklasse im Fußball-Verband Niederrhein und derzeit die fünfthöchste Klasse im deutschen Ligasystem.

## Geschichte
Die Liga wurde 1956 mit 16 Klubs als höchste Liga des Fußballverbands Niederrhein gegründet. Zuvor waren die heute noch unter der Verbandsliga existierenden Landesligen die höchsten Spielklassen des Verbandes. Zum Zeitpunkt der Einführung war die Verbandsliga Niederrhein die dritthöchste deutsche Fußballklasse. Mit Einführung der Oberliga Nordrhein und der Regionalliga West/Südwest wurde die Verbandsliga Niederrhein 1978 zur vierthöchsten und 1994 zur fünfthöchsten Spielklasse. Im Zuge der Umstrukturierung des Ligensystems in Deutschland 2008 und der damit verbundenen Einführung der 3. Fußball-Liga stellte sie ab der Saison 2008/09 nur noch die sechsthöchste Spielklasse dar. Der Meister der Niederrheinliga war direkt für die nächsthöhere NRW-Liga qualifiziert. Die drei letztplatzierten Mannschaften stiegen in die dreigleisige Landesliga Niederrhein ab.
Im Zuge der Regionalliga-Reform 2012 wurde die sechstklassige Verbandsligaebene ab der Saison 2012/13 wieder zur fünftklassigen Oberliga. Zusammen mit der neuen Mittelrheinliga und der wieder eingeführten Oberliga Westfalen bildet die Oberliga Niederrhein seither den Unterbau zur geografisch verkleinerten Regionalliga West und ersetzte somit teilweise die aufgelöste NRW-Liga.
Durch die Reform gab es in der Saison 2011/12 einige Umstellungen. So qualifizierten sich die 13 bestplatzierten Vereine direkt für die fünftklassige Oberliga Niederrhein, ebenso wie die Meister der drei Landesliga-Staffeln. Der Meister der Niederrheinliga konnte sich in Relegationsspielen gegen einen der auf Rang 4 bis 7 platzierten Vereine der NRW-Liga für die Regionalliga West qualifizieren. Dies gelang dem FC Kray, der sich gegen den favorisierten KFC Uerdingen durchsetzen konnte und somit von der sechst- in die vierthöchste Spielklasse aufstieg. Aufgrund des Abschneidens der FVN-Vereine in der NRW-Liga und des Teilnahmeverzichts des 1. FC Viersen durften der Tabellen-14. und -15. in die Oberliga Niederrhein aufrücken. Die Vereine auf den Plätzen 16 bis 18 dagegen stiegen in die Landesliga ab.

## Die Gründungsmitglieder der Verbandsliga Niederrhein 1956/57
Die folgenden 16 Mannschaften spielten in der ersten Saison in der Verbandsliga Niederrhein:
TSV Eller 04 – VfL Benrath – Grün-Weiß Viersen – SpVgg Gräfrath – TuRU Düsseldorf – Duisburger FV 08 – TuS Lintfort – SpVgg Hochheide – Homberger SV – SC Kleve 63 – TuS Duisburg 48/99 – Sterkrade 06/07 – BV Osterfeld – 1. FC Styrum – SV Borbeck – TSG Karnap 07

## Mannschaften der Saison 2025/26
Für die Spielzeit 2025/26 haben sich folgende Vereine sportlich qualifiziert:
- der Absteiger aus der Regionalliga West 2024/25 aus dem Gebiet Niederrhein:
  -  KFC Uerdingen 05 (zog sich während der Regionalliga-Saison zurück)
- die verbliebenen Mannschaften aus der Oberliga Niederrhein 2024/25:
  -  SpVg Schonnebeck
  -  Schwarz-Weiß Essen
  -  SC St. Tönis 11/20
  -  VfB Homberg
  -  VfB 03 Hilden
  -  FC Büderich
  -  SV Sonsbeck
  -  Ratingen 04/19
  -  TSV Meerbusch
  -  SV Biemenhorst
  -  1. FC Monheim
  -  1. FC Kleve
  -  Sportfreunde Baumberg
- die Aufsteiger aus den zwei Staffeln der Landesliga 2024/25:
  - Gruppe 1: 
    -  VfL Jüchen-Garzweiler
    -  Holzheimer SG

  - Gruppe 2: 
    -  SV Blau-Weiß Dingden
    -  Adler Union Frintrop

## Die bisherigen Meister
Anmerkung: Die Liga hieß von 1956 bis 2008 Verbandsliga Niederrhein und ab 2008 Niederrheinliga; seit 2012 heißt sie Oberliga Niederrhein.

### Verbandsliga Niederrhein / drittklassig (1956 bis 1978)
Der Meister der Verbandsliga Niederrhein ermittelte mit dem Meister der Verbandsliga Mittelrhein und dem Meister bzw. Vizemeister der Verbandsliga Westfalen die Aufsteiger in die nächsthöhere Liga. Aufsteiger sind mit  ▲ gekennzeichnet.
| - 1956/57 VfL Benrath ▲ - 1957/58 TuS Lintfort ▲ - 1958/59 TuS Duisburg 48/99 ▲ - 1959/60 BV Osterfeld ▲ - 1960/61 SV Neukirchen 1 ▲ - 1961/62 Duisburger FV 08 ▲ - 1962/63 Homberger SV - 1963/64 Homberger SV | - 1964/65 VfB Bottrop ▲ - 1965/66 VfR Neuss ▲ - 1966/67 VfB Bottrop ▲ - 1967/68 Eintracht Duisburg ▲ - 1968/69 SSVg Velbert ▲ - 1969/70 Sterkrade 06/07 - 1970/71 Bayer 05 Uerdingen ▲ - 1971/72 1. FC Styrum ▲ | - 1972/73 Union Ohligs ▲ - 1973/74 VfB 06/08 Remscheid - 1974/75 SG Union Solingen ▲ - 1975/76 1. FC Bocholt - 1976/77 Fortuna Düsseldorf Am. 2 - 1977/78 Olympia Bocholt |

### Verbandsliga Niederrhein / viertklassig (1978 bis 1994)
Die Meister der Verbandsliga Niederrhein stiegen automatisch in die Oberliga Nordrhein auf.
| - 1978/79 Bayer 05 Uerdingen Am. 3 - 1979/80 Hamborn 07 4 - 1980/81 VfB Bottrop - 1981/82 Viktoria Goch 5 - 1982/83 1. FC Viersen 6 - 1983/84 VfL Rhede | - 1984/85 Hamborn 07 - 1985/86 VfB 06 Langenfeld 7 - 1986/87 Rheydter Spielverein 8 - 1987/88 SV Wermelskirchen 09 - 1988/89 Sportfreunde Katernberg - 1989/90 VfB Homberg | - 1990/91 Preussen Krefeld - 1991/92 1. FC Wülfrath 9 - 1992/93 Rot-Weiß Oberhausen - 1993/94 1. FC Union Solingen 10 |

### Verbandsliga Niederrhein / fünftklassig (1994 bis 2008)
Die Meister der Verbandsliga Niederrhein stiegen automatisch in die Oberliga Nordrhein auf.
| - 1994/95 Fortuna Düsseldorf Am. - 1995/96 SV Straelen 11 - 1996/97 Bor. Mönchengladbach Am. - 1997/98 Adler Osterfeld - 1998/99 MSV Duisburg Am. | - 1999/00 SSVg Velbert 12 - 2000/01 SV Borussia Wuppertal 13 - 2001/02 1. FC Union Solingen - 2002/03 1. FC Kleve - 2003/04 TuRU Düsseldorf 14 | - 2004/05 VfB Speldorf 15 - 2005/06 SV Straelen - 2006/07 Fortuna Düsseldorf II - 2007/08 Rot-Weiss Essen II |

### Niederrheinliga / sechstklassig (2008 bis 2012)
Von 2009 bis 2011 stieg der Meister automatisch in die NRW-Liga auf. Der Meister von 2012, FC Kray, setzte sich in der Relegation zur Regionalliga West gegen den KFC Uerdingen 05 durch.
- 2008/09 VfB Speldorf
- 2009/10 VfB Homberg
- 2010/11 KFC Uerdingen 05
- 2011/12 FC Kray

### Oberliga Niederrhein / fünftklassig (seit 2012)
Der Meister steigt automatisch in die Regionalliga West auf. Wenn der Meister auf den Aufstieg verzichtet, steigt der Zweitplatzierte auf. Verzichtet auch dieser, dann steigt der Drittplatzierte auf. Wenn keine der Mannschaften auf den ersten drei Plätzen aufsteigen will, dann reduziert sich die Zahl der Absteiger aus der Regionalliga West um eins.
- 2012/13 KFC Uerdingen 05
- 2013/14 SV Hönnepel-Niedermörmter  ▲  16
- 2014/15 SSVg Velbert
- 2015/16 Wuppertaler SV
- 2016/17 KFC Uerdingen 05
- 2017/18 SV Straelen
- 2018/19 VfB Homberg
- 2019/20 SV Straelen  17
- 2020/21 annulliert  18
- 2021/22 1. FC Bocholt
- 2022/23 SSVg Velbert
- 2023/24 Sportfreunde Baumberg  ▲  19

## Rekordmeister
Der VfB Homberg ist Rekordmeister der Verbandsliga Niederrhein mit fünf Titeln. Dahinter folgen der 1. FC Union Solingen und der KFC Uerdingen 05 mit jeweils vier Meisterschaften. Bei Homberg werden die Erfolge des Homberger SV, bei Solingen die Erfolge von Union Ohligs und der SG Union Solingen mit berücksichtigt. Im Falle von Uerdingen wird der Titel des Vereins Bayer 05 Uerdingen mitgezählt, von dem sich die Fußballabteilung einst abgespalten hat.